# Istruzione in Lombardia
L'istruzione in Lombardia è coordinata dal relativo ufficio scolastico regionale, il quale fa capo al ministero dell'istruzione della Repubblica Italiana, nonché dal ministero dell'università e della ricerca per quanto concerne gli istituti universitari e di ricerca.
Sul territorio regionale sono presenti un totale di 8.038 scuole, tra pubbliche e private/paritarie, che offrono accesso all'istruzione e alla formazione a più di 1,4 milioni di studenti, secondo i dati di settembre 2016 forniti dall'USR.
La formazione professionale, come previsto dall'art. 117 della Costituzione, è gestita autonomamente dalla Regione Lombardia e viene erogata attraverso i percorsi di Istruzione e Formazione Professionale (IeFP) e i corrispettivi enti accreditati.

## Ufficio scolastico regionale
L'ufficio scolastico regionale per la Lombardia (USR) sostituisce i vecchi provveditorati agli studi e si occupa del coordinamento e dell'applicazione sul territorio regionale delle politiche nazionali in materia di istruzione promosse dal Ministero dell'Istruzione della Repubblica Italiana. L'USR si articola in diversi uffici per funzione e competenza territoriale, tra cui 12 uffici scolastici territoriali, uno per ciascuna provincia lombarda: Bergamo, Brescia, Como, Cremona, Lecco, Lodi, Mantova, Milano, Monza-Brianza, Pavia, Sondrio e Varese, oltre a 35 ambiti territoriali, come previsto dalla legge 107/2015.
L'USR si avvale anche di un corpo ispettivo, che esercita funzioni tecnico-ispettive e dipende funzionalmente dalla direzione generale.

## Istruzione pubblica

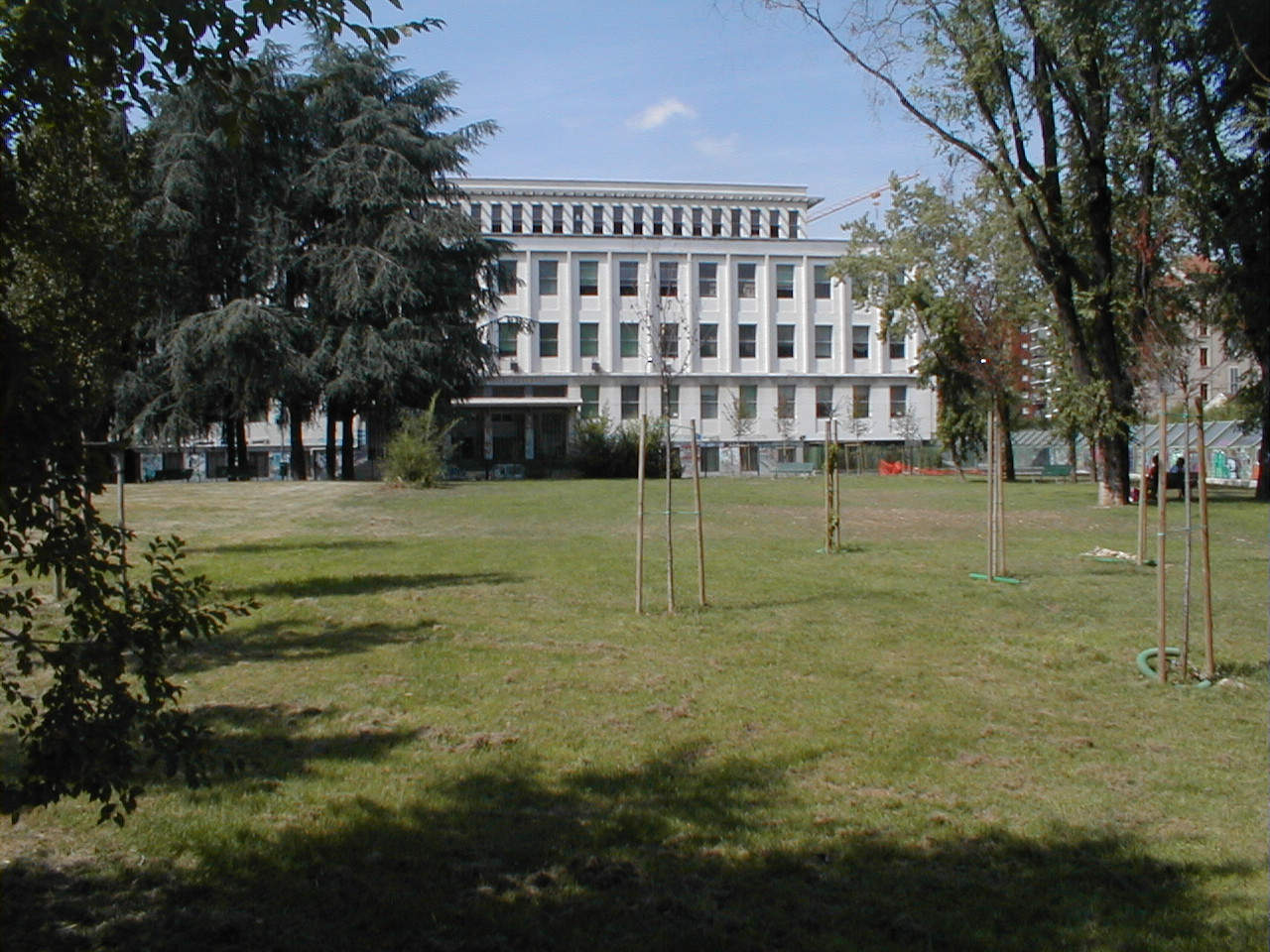
Liceo classico statale Cesare Beccaria di Milano.

La Regione Lombardia presenta 5.487 scuole pubbliche, gestite e finanziate direttamente dalla pubblica amministrazione, tra cui: 1.329 scuole dell'infanzia, 2.214 scuole primarie, 1.118 scuole secondarie di primo grado, 729 scuole secondarie di secondo grado, 4 convitti/educandati e 19 centri per l'istruzione degli adulti (CPIA).
Di seguito alcune delle istituzioni scolastiche pubbliche della Lombardia:
- Bergamo
  - Liceo scientifico statale Filippo Lussana (Bergamo)
  - Liceo classico Paolo Sarpi (Bergamo)
- Brescia
  - Liceo ginnasio statale Arnaldo (Brescia)
  - Liceo scientifico statale Annibale Calini (Brescia)
  - Liceo scientifico statale Nicolò Copernico (Brescia)
  - Istituto tecnico agrario statale Giuseppe Pastori (Brescia)
  - Istituto tecnico industriale statale Benedetto Castelli (Brescia)
  - Liceo Girolamo Bagatta (Desenzano del Garda)
- Como
  - Scuola dell'infanzia Sant'Elia (Como)
  - Liceo classico e scientifico Alessandro Volta (Como)
- Cremona
  - Istituto Antonio Stradivari (Cremona)
- Lodi
  - Liceo classico Pietro Verri (Lodi)
- Milano
  - Educandato statale Emanuela Setti Carraro dalla Chiesa (Milano)
  - Liceo classico statale Cesare Beccaria (Milano)
  - Liceo classico statale Giovanni Berchet (Milano)
  - Liceo classico statale Giuseppe Parini (Milano)
  - Liceo ginnasio statale Alessandro Manzoni (Milano)
  - Liceo ginnasio statale Giosuè Carducci (Milano)
  - Liceo scientifico statale Vittorio Veneto (Milano)
  - Istituto di istruzione superiore Caterina da Siena (Milano)
- Monza e Brianza
  - Liceo ginnasio statale Bartolomeo Zucchi (Monza)
  - Liceo scientifico statale Paolo Frisi (Monza)
- Pavia
  - Istituto superiore Taramelli-Foscolo (Pavia)
  - Scuola primaria Teresio Olivelli (Mortara)
  - Liceo ginnasio statale Benedetto Cairoli (Vigevano)
- Varese
  - Liceo classico statale Ernesto Cairoli (Varese)
  - Istituto tecnico economico Enrico Tosi (Busto Arsizio)
  - Istituto statale di istruzione superiore Cipriano Facchinetti (Castellanza)
  - Istituto statale di istruzione superiore Andrea Ponti (Gallarate/Somma Lombardo)

## Istruzione privata/paritaria
Sul territorio regionale sono presenti un totale di 2.551 istituzioni scolastiche private e paritarie, che forniscono istruzione e formazione a circa 240.000 studenti. Alle scuole private sono riconosciute piene libertà riguardo l'indirizzo educativo, pedagogico e culturale da attuare, sempre nel rispetto dei principi della Costituzione.
Di seguito alcune delle istituzioni scolastiche private e/o paritarie della Lombardia:
- Como
  - Pontificio Collegio Gallio (Como)
- Lecco
  - Collegio arcivescovile Alessandro Volta (Lecco)
- Lodi
  - Collegio San Francesco (Lodi)
- Milano
  - Civico polo scolastico Alessandro Manzoni (Milano)
  - Collegio San Carlo (Milano)
  - Istituto Leone XIII (Milano)
  - Istituto Maria Ausiliatrice (Milano)
  - Istituti Edmondo De Amicis (Milano)
  - Pio Istituto dei Sordi (Milano)
- Monza e Brianza
  - Collegio Bianconi (Monza)
  - Collegio della Guastalla (Monza)
  - Collegio Villoresi San Giuseppe (Monza)
  - Istituto Leone Dehon (Monza)
  - Istituto Maddalena di Canossa (Monza)

## Istruzione superiore

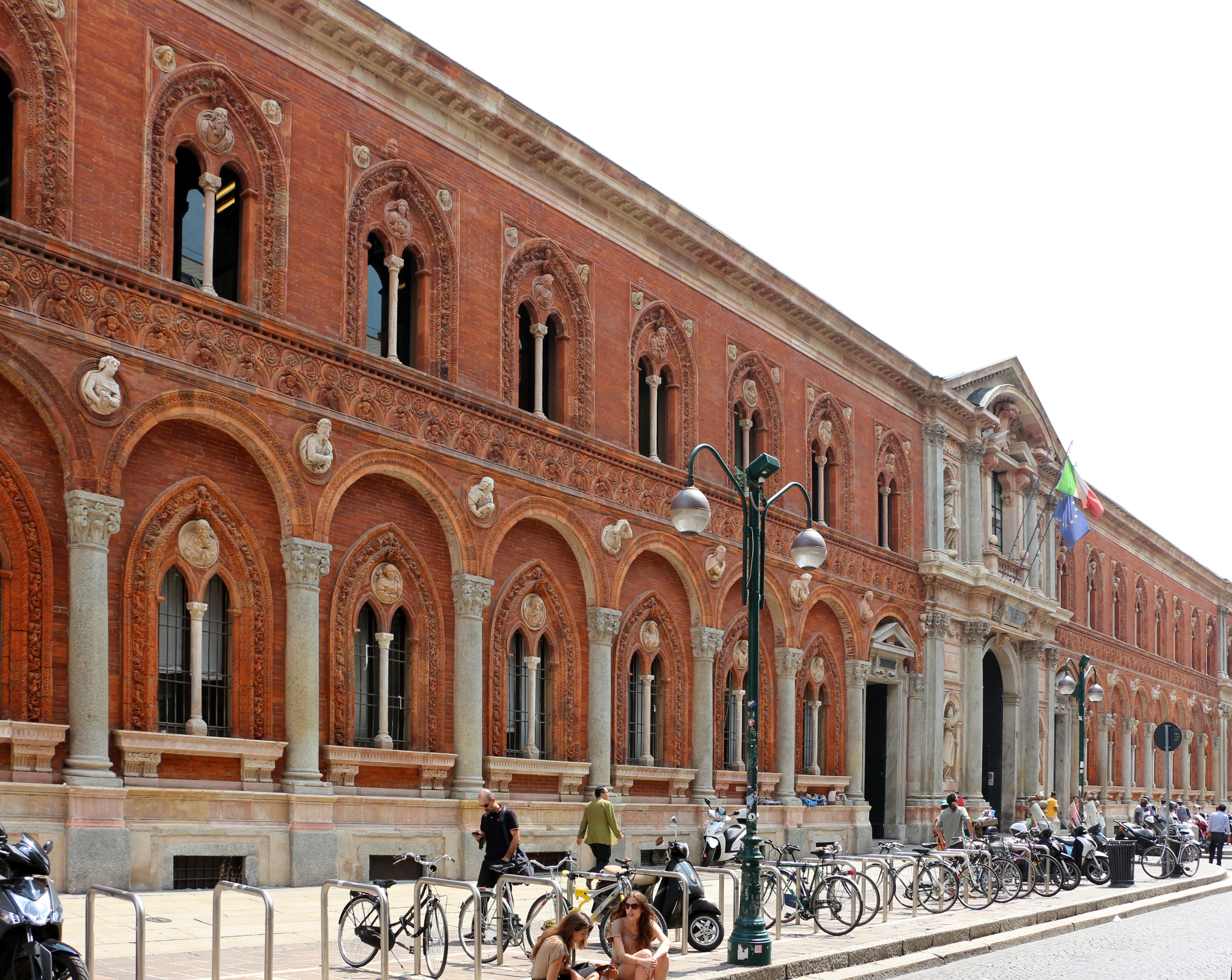
Università degli Studi di Milano

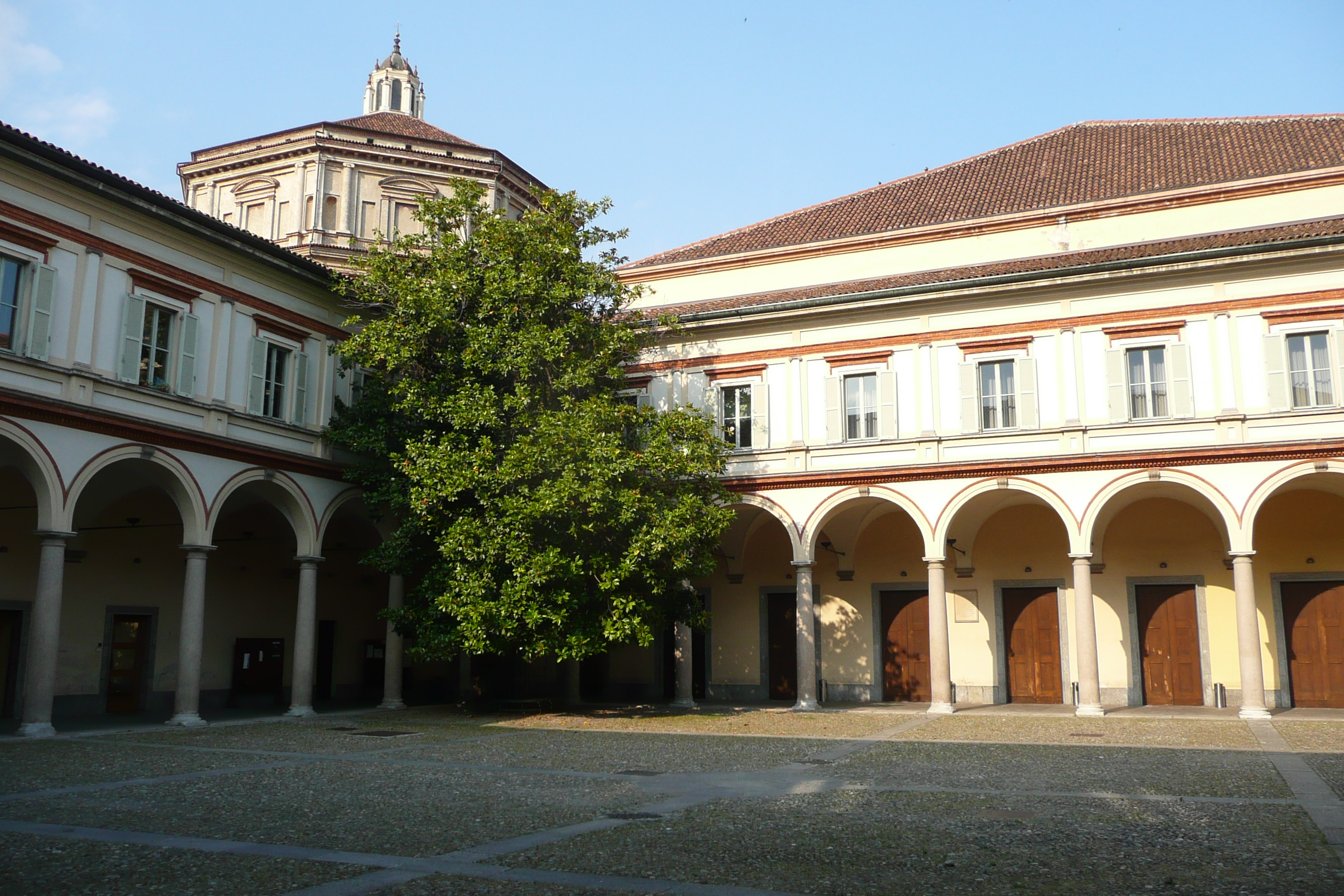
Cortile del Conservatorio Giuseppe Verdi di Milano

L'istruzione superiore o universitaria è il ciclo di istruzione e formazione a cui è possibile accedere dopo il completamento dell'istruzione primaria e dell'istruzione secondaria. La Lombardia conta una discreta quantità di istituti universitari, accademie d'arte e conservatori. 
Qui di seguito una lista delle principali istituzioni di istruzione superiore in Lombardia:
- Bergamo
  - Università degli Studi di Bergamo (Bergamo)
  - Humanitas University (Bergamo)
  - Accademia Carrara (Bergamo)
- Brescia
  - Università degli Studi di Brescia (Brescia)
  - Università Cattolica del Sacro Cuore (Brescia)
  - Libera accademia di belle arti - LABA (Brescia)
  - Conservatorio Luca Marenzio (Brescia)
- Como
  - Università degli Studi dell'Insubria (Como/Varese)
  - Conservatorio Giuseppe Verdi (Como)
  - Università telematica e-Campus (Novedrate)
- Cremona
  - Università Cattolica del Sacro Cuore (Cremona)
- Mantova
  - Fondazione UniverMantova (Mantova)
  - Conservatorio Lucio Campiani (Mantova)
- Milano
  - Università degli Studi di Milano (Milano)
  - Università degli Studi di Milano-Bicocca (Milano)
  - Politecnico di Milano (Milano)
  - Università commerciale Luigi Bocconi (Milano)
  - Università Cattolica del Sacro Cuore (Milano)
  - Libera università di lingue e comunicazione - IULM (Milano)
  - Università Vita-Salute San Raffaele (Milano)
  - Istituto Europeo di Design - IED (Milano)
  - Accademia di belle arti di Brera (Milano)
  - Accademia di belle arti europea dei media - ACME (Milano)
  - Nuova accademia di belle arti - NABA (Milano)
  - Conservatorio di musica Giuseppe Verdi (Milano)
  - Humanitas University (Pieve Emanuele/Rozzano)
- Pavia
  - Università degli Studi di Pavia (Pavia)
  - Istituto universitario di studi superiori di Pavia - IUSS (Pavia)
- Varese
  - Università Carlo Cattaneo - LIUC (Castellanza)
  - Università degli Studi dell'Insubria (Como/Varese)